# Август 2022 года

Список событий августа 2022 года.

## События
- 1 августа
  - В результате наводнения в Кентукки погибли по меньшей мере 26 человек[1];
  - На 85-году жизни скончался последний глава КГБ СССР Вадим Бакатин[2].
- 2 августа — визит Нэнси Пелоси на Тайвань, вызвавший новый кризис между Китаем и Тайванем, состоялся. Самолёт спикера Палаты представителей США приземлился в аэропорту Тайбэя[3].
- 3 августа
  - В результате взрыва на заводе во Франции пострадали 8 человек[4];
  - Азербайджан провёл военную операцию в Нагорном Карабахе[5].
- 4 августа
  - В Берлине произошёл крупный пожар на складе боеприпасов, огонь перекинулся на лес Груневальд[6][7];
  - В префектуре Фукусима зафиксировано землетрясение силой 5,6 балла[8].
- 5 августа
  - В Таиланде из-за пожара в ночном клубе погибли 20 человек[9];
  - В Великобритании впервые в истории пересохли истоки реки Темзы; это произошло из-за сохраняющейся в стране аномальной жары[10];
  - Израиль начал операцию «Рассвет»[11];
  - На парламентских выборах[англ.] в Сент-Китсе и Невисе победила оппозиционная Лейбористская партия[12].
- 6 августа — в Китае сгорел 900-летний деревянный мост Пиннань Ваньань[13].
- 8 августа
  - На Кубе произошёл пожар на нефтехранилище[14];
  - Федеральное бюро расследований выдало ордер на обыск в Мар-а-Лаго, основной резиденции бывшего президента США Дональда Трампа, в рамках расследования Министерства юстиции в отношении Трампа[15].
- 9 августа
  - Самый сильный за 80 лет ливень обрушился на Сеул; в результате погибли 7 человек, ещё 6 числятся пропавшими без вести[16];
  - В Бразилии объявили о введении максимального уровня санитарной угрозы из-за оспы обезьян[17];
  - Президентские выборы в Кении. Победу одержал вице-президент страны Уильям Руто, набрав более 50 % голосов[18].
- 10 августа
  - В Турции потерпел крушение учебный самолёт, находившиеся на его борту пилоты смогли выжить, они с травмами доставлены в больницу[19];
  - Правительство Японии полным составом ушло в отставку[20];
  - В Китае прошёл успешный запуск 16 спутников с площадки космодрома Тайюань[21];
  - Проведение Суперкубка УЕФА в Хельсинки, Финляндия[22].
- 11 августа — в Гюнцбурге 34 человека получили ранения после столкновения двух поездов на американских горках в парке развлечений Legoland Deutschland[23].
- 12 августа
  - Во время лекции в Нью-Йорке, на писателя Салмана Рушди напал человек, который вскочил на сцену и ударил его ножом. После нападения полиция подтвердила, что Рушди был ранен в шею, а нападавший задержан, но не сообщила о состоянии Рушди, который был экстренно доставлен в больницу[24][25];
  - В Черногории 11 человек погибли и 6 человек пострадали при стрельбе на улице[26];
  - В Индии провели успешные испытания системы спасения для первого космического корабля этой страны «Гаганьян»[27];
  - На Эльбрусе на высоте 3800 метров впервые в истории прошли роды[28].
- 13 августа — свыше 1660 человек стали жертвами наводнений в Пакистане, из них 186 человек погибли только в провинции Белуджистан[29].
- 14 августа
  - В Гизе по меньшей мере 41 человек погиб и 45 получили ранения в результате пожара в здании Коптской православной церкви[30];
  - В Израиле в результате стрельбы в субботу около Стены Плача ранено 7 человек[31].
- 15 августа
  - Российско-украинская команда Team Spirit победила на киберспортивном турнире PGL Arlington Major 2022[32];
  - В Москве начал работу военно-технический форум «Армия»[33];
  - В Мюнхене начался чемпионат Европы по лёгкой атлетике[34].
- 16 августа
  - В Ростовской области 53 человека пострадали в результате лесного пожара, 139 человек эвакуированы[35];
  - Хорватка Сандра Перкович шестой раз подряд стала чемпионкой Европы по метанию диска[36]. Ранее за всю историю чемпионатов Европы шесть золотых медалей выиграла только немецкая бегунья Марита Кох.
- 17 августа — в Кабуле при взрыве в мечети погибли по меньшей мере 20 человек, ещё около 40 человек получили ранения[37].
- 11—21 августа — проведение 2-го чемпионата Европы по летним видам спорта в Мюнхене, Германия[38].
- 18 августа
  - В Австралии учёные совместно с компанией Colossal Biosciences планируют возродить вымершего сумчатого волка тилацина; для этого учёные намерены использовать технологию редактирования и секвенирования генома[39];
  - В московском аэропорту Внуково пограничники пресекли контрабанду 225 килограмм золота[40];
  - Смог от пожаров в Рязанской области достиг Москвы[41].
- 20 августа
  - В Подмосковье в результате взрыва автомобиля погибла политолог и журналистка Дарья Платонова. Следственный комитет заявил о заказном характере убийства[42];
  - В Турции произошло два крупных смертельных ДТП: в провинции Газиантеп перевернулся автобус с туристами (погибли 16 человек, сообщалось о 23 пострадавших); в провинции Мардин грузовик протаранил толпу (погибли — 19, пострадали десятки, сообщалось о 29 пострадавших).[43];
  - В Москве прошла церемония открытия I Всероссийской спартакиады по летним видам спорта, которая проходит с 10 августа по 2 октября 2022 года[44];
  - Грузовой корабль Cargo Dragon успешно приводнился у побережья США[45].
- 21 августа
  - Хорватский теннисист Борна Чорич впервые в карьере выиграл турнир серии ATP Masters 1000 в Цинциннати, победив в финале Стефаноса Циципаса[46].
  - Цю Дан[англ.] стал первым за 64 года игроком в настольный теннис китайского происхождения, выигравшим чемпионат Европы в мужском одиночном разряде[47].
  - В результате ДТП в Ульяновской области погибли 14 граждан Киргизии и 2 гражданина России[48].
  - В сомалийской столице Могадишо ликвидировали боевиков, устроивших осаду отеля Hayat; в результате нападения боевиков на отель погибли 40 человек, более 70 пострадали[49].
- 22 августа
  - Цена за тысячу кубометров газа в Европе достигла отметки 3034 доллара США[50].
  - Первый в мире коммерческий электрический самолёт начали использовать для регулярных перевозок в авиакомпании Harbour Air[51].
  - Правительство Пакистана одобрило отправку вооружённых сил страны в Катар для обеспечения безопасности во время чемпионата мира по футболу 2022 года[52].
- 23 августа
  - Наблюдая область шарового скопления Паломар 2, астрономы обнаружили 32 новых переменных звезды; новые переменные — в основном звёзды типа RR Лиры[53].
  - На север американского штата Техас обрушился многочасовой мощный ливень; за несколько часов выпала трёхмесячная норма осадков[54].
- 24 августа
  - В Екатеринбурге задержан Евгений Ройзман по уголовному делу о «дискредитации вооружённых сил РФ»[55].
  - ВВС Эфиопии сбили самолёт, нарушивший воздушное пространство этой страны; о судьбе лётчиков не сообщается[56].
- 25 августа — учёные сообщили об обнаружении остатков самого древнего водоплавающего бобра[57].
- 26 августа
  - Премьер-министр Чехии Петр Фиала заявил о созыве экстренной встречи министров энергетики стран ЕС для обсуждения мер по преодолению энергетического кризиса[58].
  - На Филиппинах произошёл пожар на пассажирском пароме[59].
  - Крупная забастовка почтовых работников началась в Великобритании; в акции принимают участие около 100 000 человек[60].
  - Карабахский конфликт: российские миротворцы покинули город Лачын в Нагорном Карабахе, его заняла азербайджанская армия[61].
  - Площадь лесных пожаров в России увеличилась более чем на 12 тыс. га и составила 122,5 тыс. га. Самые масштабные пожары — в Якутии, где огнём пройдено 74 667 га[62].
- 27 августа — ФК «Ливерпуль» разгромил «Борнмут» со счётом 9:0 в матче Английской премьер-лиги, повторив рекорд турнира по количеству забитых мячей в одном матче[63].
- 28 августа — в Нидерландах 6 человек погибли и 7 пострадали в результате наезда грузовика на группу людей[64].
- 29 августа
  - В Бразилии после 26 лет жизни в одиночестве скончался последний представитель одного из местных индейских племён, известный как «Человек из дыры»[65].
  - В Нью-Йорке начался последний турнир Большого шлема в сезоне — Открытый чемпионат США по теннису[66].
- 30 августа
  - В Москве на 92-м году жизни скончался последний руководитель СССР Михаил Горбачёв[67].
  - В США сообщили о первой смерти пациента с оспой обезьян[68].
- 31 августа — начался 79-й Венецианский кинофестиваль[69].